# Мешех
Мешех, Мосох (ивр. משך‎) — библейский персонаж, шестой сын Иафета, внук Ноя (Быт. 10:2).

## Древние отождествления
Библия упоминает Мешеха (и его род) вместе с Фувалом и Иаваном (Иез. 27:13 и др.), некоторые исследователи, связывая Мешеха и упоминаемый у Геродота и в других исторических источниках народ мосхов или Muski, делают из этого вывод, что первоначальное место расселения его потомков находилось между Черным и Каспийским морем или же в районе Малой Армении, к северу от Мелитены (современная Турция). Однако стих Пс. 119:5 «Горе мне, что я пребываю у Мосоха, живу у шатров Кидарских», трактуется, как связывающий народ мосхов и арабские племена.
Иосиф Флавий связывал потомков Мешеха с каппадокийцами. Средневековые армянские историки идентифицировали их с иллирийцами.
В Книге Праведного упомянуты имена сыновей Мешеха (Мешека): Дедон, Царон и Шебашни.

## Современные отождествления
Созвучие имени Мешеха (Мосоха) с названием российской столицы породило в позднесредневековой книжности топонимические легенды, согласно которым Мосох является эпонимом Москвы.
В XVII веке получила распространение «Повесть о Мосохе», согласно которой библейский Мосох породил «московитов» на берегах названной его именем реки Москвы сразу после Вавилонского столпотворения.
Версии о связи между потомками Мешеха и Москвой придерживается Киевский синопсис, изданный впервые в 1674 году. На Киевский синопсис ссылался позднее В. Н. Татищев и приводил, среди прочих версий происхождения славян, и ту, с точки зрения которой — московиты были потомками Мешеха. Эта же гипотеза фигурирует во многих других источниках, преимущественно XVII века, и рассматривается Ломоносовым и Тредиаковским.
Айзек Азимов отождествляет Мешех с фригийцами, которых ассирийцы называли «мушки».